# 錫布利鎮區 (明尼蘇達州錫布利縣)
錫布利鎮區（英語：Sibley Township）是位於美國明尼蘇達州錫布利縣的一個行政鎮區，於1864年設立。

## 地方資料
錫布利鎮區的面積為92.23平方千米，當中陸地面積為92.07平方千米，而水域面積為0.16平方千米。根據2020年美國人口普查的數據，當地共有人口238人，而人口密度為每平方千米2.58人。